# فريدريش بولو
فريدريش بولو (بالألمانية: Friedrich Wilhelm Bülow von Dennewitz)‏ (و. 1755 – 1816 م) هو ضابط، من ألمانيا، ويحمل رتبة عسكرية فريق أول، توفي في كونيغسبرغ، عن عمر يناهز 61 عاماً.

## الخدمة العسكرية
خدم في مشاة.

## جوائز
حصل على جوائز منها:
- Knight Grand Cross of the Military Order of William  [لغات أخرى]‏ (8 يوليو 1815)
- وسام الاستحقاق
- Order of the Red Eagle 1st Class  [لغات أخرى]‏
- نيشان فرسان العقاب الأسود
- Commander of the Order of Maria Theresa  [لغات أخرى]‏
- وسام القديس جورج من الدرجة الثانية  [لغات أخرى]‏.